# Hispano-Suiza
La Hispano-Suiza (che in spagnolo significa "Ispano-Svizzera") è stata una delle più note aziende automobilistiche spagnole, attiva in tale campo dal 1904 al 1938. Ha prodotto anche motori aeronautici, campo nel quale è ancora attiva. Il nome dell'azienda fu dovuto all'origine mista dell'azienda stessa, vedendo personalità spagnole tra i finanziatori e un ingegnere svizzero come mente operativa.

## Storia

### Le origini
Nell'agosto del 1899, il giovane ventunenne svizzero Marc Birkigt, fresco di studi presso l'École des Arts et Metiers di Ginevra e con alle spalle già diverse esperienze nel campo della meccanica, avendo lavorato in madrepatria nel campo degli orologi, lasciò la patria natìa per dirigersi a Barcellona, dove avrebbe raggiunto due ex-compagni di studi, impegnati nella progettazione di un omnibus elettrico e per il cui progetto ricevettero il finanziamento da un uomo d'affari locale, Emilio de la Cuadra. In realtà, pur avendo raggiunto un buon risultato qualitativo per l'epoca, l'omnibus si rivelò un fiasco totale, anche nel momento in cui Marc Birkigt tentò di apportarvi migliorie, come ad esempio montandovi un motore a combustione interna atto all'azionamento del generatore (e di fatto realizzando una delle prime vetture ibride con range extender della storia, se non la prima in assoluto).
Ben presto Birkigt, che di fatto era la mente della piccola azienda, si orientò verso i motori a petrolio, ritenuti più idonei per un'autovettura. Sempre finanziato da Emilio de la Cuadra, progettò due autovetture ispirate alle contemporanee Panhard & Levassor: una di queste vetture montava un motore monocilindrico da 4,5 CV, mentre l'altra era equipaggiata con un bicilindrico da 7 CV. Entrambi questi motori montavano valvole di aspirazione a comando automatico e la trasmissione era a catena. Ma le vendite stentarono a decollare e alla fine del 1901, la piccola azienda De La Cuadra si trovò costretta a dichiarare fallimento. 

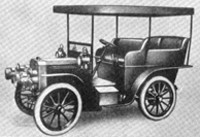
Una 14HPprogettata da Birkigt sotto l'ègida di José Castro

La ex-azienda di Emilio de la Cuadra venne così rilevata da un altro imprenditore locale, José María Castro Fernández, il quale fondò la J. Castro, Sociedad en Comandita, Fábrica Hispano-Suiza de Automóviles. Da notare il nome Hispano-Suiza già contenuto nella ragione sociale, anche se le vetture prodotte in quel periodo verranno sempre identificate come vetture a marchio Castro. Nulla cambiò per Birkigt e per i suoi collaboratori, salvo l'arrivo di capitali freschi per poter proseguire con la progettazione di vetture. Fu così che fra il 1902 e il 1903 vennero progettate altre due vetture, questa volta ispirate alle Mercedes 35PS che in quel periodo stavano rivoluzionando il concetto di automobile. Uno di questi modelli montava un bicilindrico da 1885 cm3, mentre l'altro montava un quadricilindrico da 2545 cm3. Questi due modelli, caratterizzati fra l'altro dalla trasmissione a giunto cardanico, andarono ad occupare rispettivamente le fasce fiscali da 10 e da 14 CV. Erano più moderni e con maggiori potenzialità commerciali. Tuttavia, una serie di scioperi mise in serie difficoltà finanziarie l'azienda e già nel maggio del 1904, José María Castro Fernández decise di abbandonare la partecipazione all'attività.
Non tutto fu perduto, anzi: già il 14 giugno 1904 due nuovi finanziatori si offrirono di partecipare all'attività. Questi finanziatori furono Damià Mateu i Bisa e Francisco Seix, che assieme a Marc Birkigt diedero finalmente vita alla Sociedad Anonima La Hispano-Suiza, fàbrica des automoviles (sistema Birkigt). Mateu fu il presidente, Seix rivestì il ruolo di vice-presidente, mentre Birkigt conservò il ruolo di direttore tecnico già ottenuto in precedenza. Già dal nome della ragione sociale, questa nuova azienda parve stabilire dei punti fermi. Innanzitutto il marchio cambiò definitivamente in Hispano-Suiza, un nome preferito a Birkigt per la sua maggior musicalità e per la sua facilità ad essere ricordata a livello internazionale. In secondo luogo, ciò non significò un demerito per il giovane ingegnere svizzero, poiché l'azienda si trovò a sfruttare i numerosi brevetti depositati dallo stesso Birkigt, che quindi ottenne la corresponsione delle relative royalties per ogni vettura prodotta. E visto che da quel momento, gli affari per l'azienda di Barcellona parvero prendere una piega più promettente, col tempo Marc Birkigt, il cui nome figura comunque nella ragione sociale completa dell'azienda, riuscì in questo modo ad accumulare una cospicua fortuna.

#### I primi anni

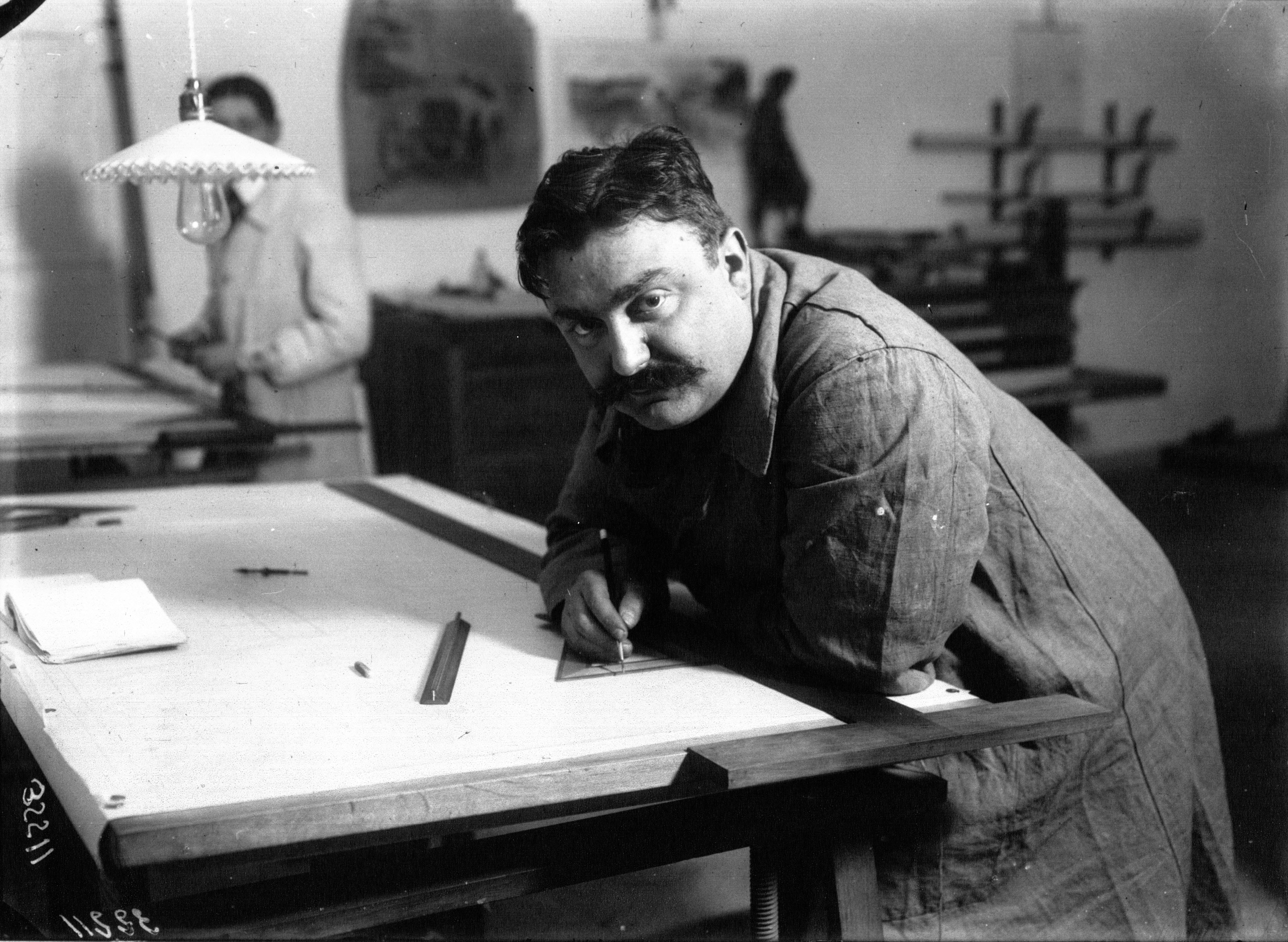
Paolo Zuccarelli, meccanico e pilota di punta della Hispano-Suiza fra il 1906 e il 1911

La neonata azienda spagnola si dedicò immediatamente alla produzione di vetture di lusso, settore per il quale sarebbe rimasta famosa anche negli anni successivi alla sua chiusura, fino al giorno d'oggi. Tuttavia, mentre erano in fase di sviluppo i nuovi progetti, i primi mesi videro ancora la produzione della vecchia 14HP di origine Castro. La prima vettura prodotta con il nuovo marchio Hispano-Suiza fu la 20HP, una vettura di lusso tecnicamente impostata sulla base delle vecchie vetture De La Cuadra spinta da un motore a 4 cilindri da 3770 cm3. Un esemplare di tale vettura fu acquistato dal re di Spagna Alfonso XIII, appassionato di automobili e che diverrà uno dei migliori clienti dell'azienda di Barcellona. Solo questo aspetto costituirà un'enorme campagna pubblicitaria per la Hispano-Suiza. Assieme alla 20HP debuttò anche la 40HP con motore da 7433 cm3. Entrambi questi modelli furono presentati al Salone di Parigi del 1906, ma non avranno un seguito, non almeno nell'immediato. Intanto si pensò ad aprire nuovi siti produttivi in Francia e in Italia, più precisamente a Parigi e a Milano. La succursale parigina chiuderà entro breve tempo, mentre quella milanese rimarrà solo sulla carta. Da Milano, giungerà però un giovane meccanico e pilota italiano, ossia Paolo Zuccarelli, che nella sua breve esperienza alla Hispano-Suiza (passerà in seguito alla Peugeot) saprà imprimere alla produzione della casa spagnola una svolta evolutiva significativa sul piano tecnico.
Nel frattempo, Birgkit sperimentò anche le caratteristiche dei motori quadri, progettandone alcuni di cilindrate comprese fra i 5,4 e i 10,4 litri. Tali motori rimasero però solo allo stadio di prototipi e non raggiunsero mai la produzione e la loro applicazione su strada. In compenso, il Salone di Parigi del 1907 vide la presentazione della 60/75 HP equipaggiata con un enorme motore da 11,15 litri, il primo a 6 cilindri per la casa spagnola. Tale modello fu il primo esempio di Hispano-Suiza di gran lusso.Sempre nello stesso periodo videro la luce altri due modelli di fascia inferiore, tecnicamente derivati dalla 20HP del 1906 e con cilindrate di 2,6 e 4,1 litri. Questi modelli avrebbero fatto da base per i primi autocarri Hispano-Suiza. Questi primi modelli della produzione Hispano-Suiza erano caratterizzati da soluzioni tecniche come la struttura biblocco, la testata a T con valvole laterali, un carburatore progettato e realizzato direttamente da Marc Birkigt e l'accensione affidata ad un magnete Bosch ad alta tensione.
Nel 1909 la Hispano-Suiza cominciò a partecipare alle prime competizioni automobilistiche, agguantando nel 1910 la sua prima vittoria. Il 1911 fu anch'esso un anno importante per la casa barcellonese: Marc Birkigt, infatti, non aveva cessato per un istante di pensare ad impiantare in Francia una succursale della Hispano-Suiza, un sito produttivo in più. Avvalendosi della collaborazione del fidato Louis Pilleverdier, che si dimostrò in quegli anni anche un valente pilota e con cui Birgkit aveva già tentato nel 1906 di aprire una succursale a Parigi. Questa volta il tentativo ebbe maggior fortuna: individuato un capannone a Levallois, nel giro di pochi mesi esso venne allestito ed equipaggiato con tutti i macchinari necessari alla produzione. Tale stabilimento cominciò la sua attività nell'aprile del 1911. Già l'anno seguente, la produzione della succursale francese superò quella della sede spagnola. Ciò è il motivo per cui la Hispano-Suiza venga spesso considerata una casa franco-spagnola. Il 1911 fu anche l'anno della migrazione di alcuni valenti collaboratori della Hispano-Suiza alla Peugeot. Fra questi vi furono lo stesso Pilleverdier, ma anche Zuccarelli, la cui vittoria alla Coupe de l'Auto attirò l'interesse della casa del Leone Rampante. 

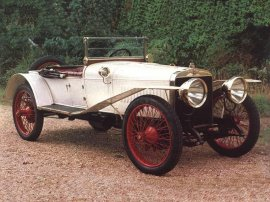
Una Hispano-Suiza Alfonso XIII

E proprio a proposito della Coupe dell'Auto 1910, la vettura vincente in tale gara fece da base per la realizzazione di un nuovo modello stradale, battezzato Alfonso XIII, in onore del sovrano organizzatore. Tale modello consacrò la Hispano-Suiza come vera concorrente di marchi prestigiosi come la Rolls-Royce e la Isotta Fraschini. Nonostante il patriottismo ispanico trasudante già dal nome di questo modello, la sua produzione ebbe luogo a Levallois, mentre la presentazione si ebbe al Salone di Parigi assieme ai modelli 15/20 HP, con motore da 2,6 litri (già presente in listino da alcuni anni), e alla nuova 12/15 HP, con motore da 2,2 litri. Seguirono nel 1913 altri tre modelli con motori da 15, 18 e 30 CV fiscali, tutti caratterizzati per la prima volta dalla distribuzione ad asse a camme in testa.
In quel periodo immediatamente precedente lo scoppio della prima guerra mondiale i due stabilimenti di Barcellona e Levallois lavoravano a pieno regime e senza scompensi da una parte o dall'altra. Alcuni modelli vennero prodotti quasi esclusivamente in Francia, mentre la produzione di altri modelli veniva suddivisa fra l'uno e l'altro impianto. Altri modelli, come la nuova 8/10 HP lanciata nel 1914 e con motore da 1848 cm3, venivano prodotti esclusivamente in Spagna.

#### L'arrivo della Grande Guerra

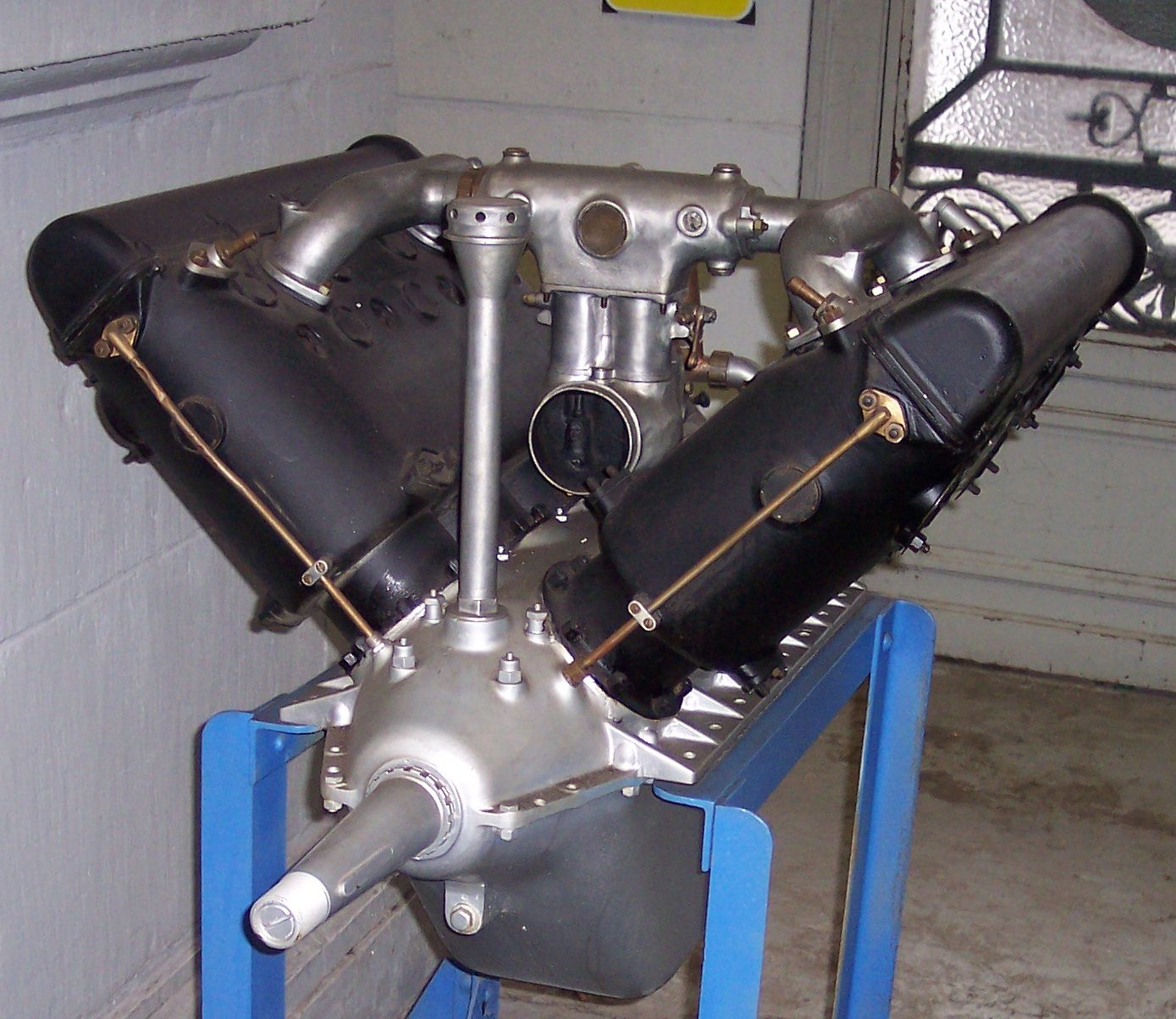
Un motore aeronautico 8A

Nel luglio del 1914 venne avviata l'attività di un nuovo stabilimento Hispano-Suiza, situato ancora in Francia, precisamente a Bois-Colombes. La necessità di tale stabilimento, che di fatto comportò la chiusura dell'impianto di Levallois, fu dettata dal fatto di dover trovare un sito più ampio con il quale ampliare il volume produttivo. Ma il mese di luglio del 1914 fu anche il mese in cui scoppiò la Prima Guerra Mondiale. Per volontà del governo francese, lo stabilimento di Bois-Colombes venne affittato alla Gnome et Rhône per la produzione dei suoi motori aeronautici. Birkigt tornò in Spagna con la sua famiglia per dirigere la produzione dell'unico stabilimento rimasto saldamente in mano all'azienda spagnola, produzione che in ogni caso venne convertita alla causa bellica ed in particolare fu indirizzata anch'essa ai motori aeronautici. Birkigt, già proprietario dei diritti di numerosi brevetti da lui depositati negli anni passati e inerenti proprio i motori aeronautici, venne incaricato di progettare un motore aeronautico leggero ed efficiente: dopo due mesi di lavoro febbrile, venne sviluppato il motore 8, un V8 in lega leggera che verrà costruito in circa 50.000 esemplari. Negli anni a venire, la Hispano-Suiza diverrà rinomata anche nel campo dei motori aeronautici, conservando la sua ottima reputazione e proseguendo in tale campo industriale anche dopo la cessazione della produzione automobilistica. Durante la guerra venne aperto anche un altro stabilimento spagnolo situato a Guadalajara, che verrà invece destinato alla produzione di autocarri.

#### Gli anni Venti: dall'epoca d'oro alla Grande Depressione

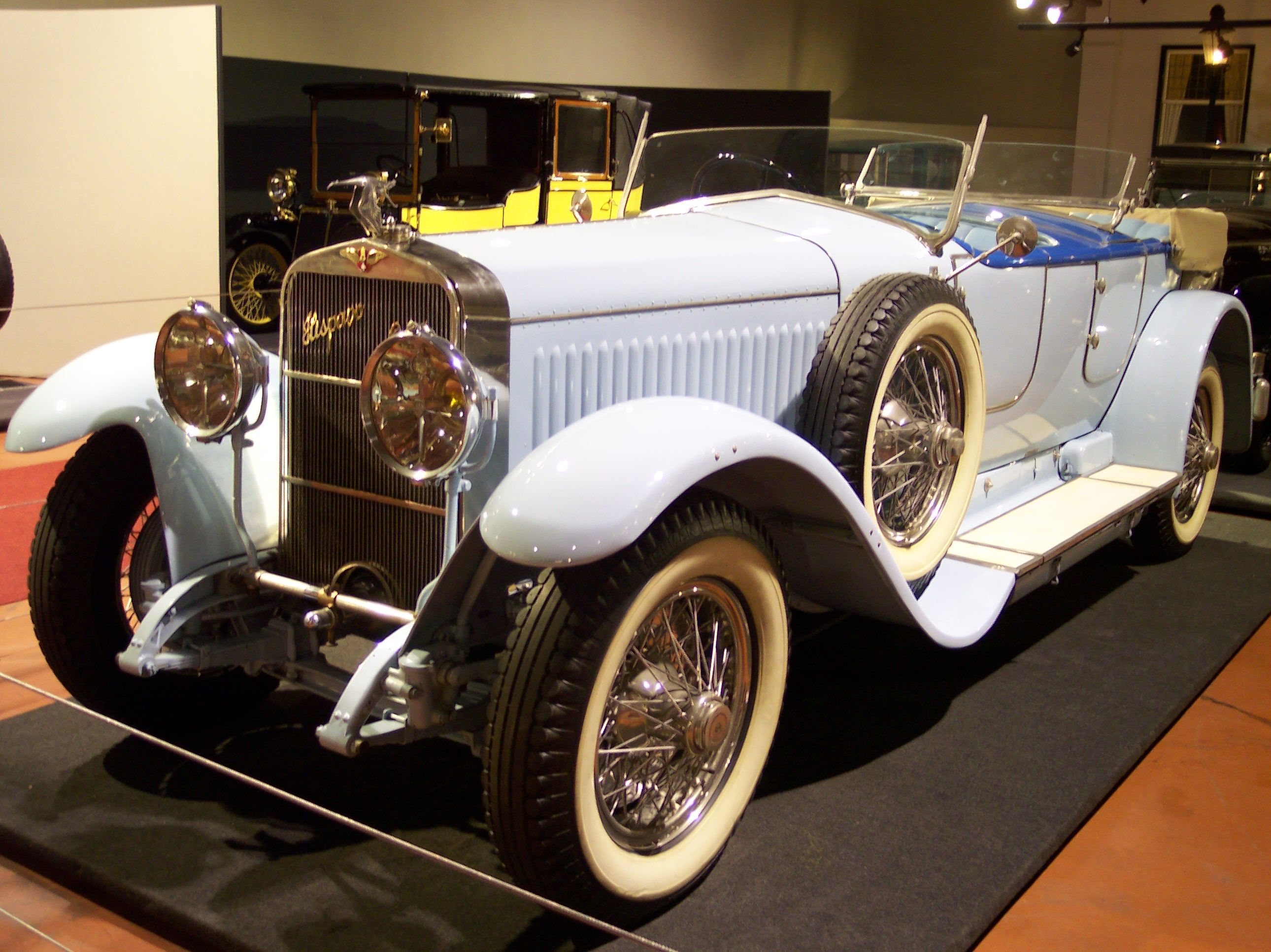
Una H6B "double-phaeton

Marc Birkigt è sempre stato un tipo previdente, pronto ad ogni eventualità e a riorganizzare la produzione a seconda delle evenienze, per questo già prima della fine della guerra cominciò a ripensare la produzione automobilistica post-bellica. I suoi progetti, già presenti nella sua testa, venivano trascritti su fogli di carta volanti, pagine di agenda e così via, per poi essere raccolti in vista di un futuro e più concreto sviluppo. Nel novembre del 1918 l'ingegnere svizzero si mise al lavoro, fino a giungere nel maggio dell'anno seguente ad un prototipo quasi definitivo della nuova vettura di lusso che avrebbe sancito il ritorno del marchio Hispano-Suiza in campo automobilistico. Tale prototipo verrà lanciato entro la fine dello stesso anno con alcune altre migliorie e con la sigla H6 come denominazione commerciale. Tale modello sarà il capostipite di una serie di modelli molto prestigiosi e tra i più noti nella produzione della casa franco-spagnola. Ma soprattutto fu la prima Hispano-Suiza a recare sul radiatore la statuetta raffigurante una cicogna, in onore della "Squadriglia delle Cicogne", una squadriglia aerea attiva durante la Grande Guerra e motorizzata dalla Hispano-Suiza. Per quanto riguarda il resto della produzione automobilistica, vennero riproposti modelli derivati dalla gamma pre-bellica, con motori monoalbero in testa, ma anche e purtroppo con altre tecnologie meno moderne, come la frizione a cono, fatto che fece storcere il naso alla clientela. Di conseguenza, sia per la penuria di approvvigionamento sia per le scarse richieste, la produzione di questi modelli proseguì con estrema lentezza ed ebbe luogo sia in Francia sia in Spagna.

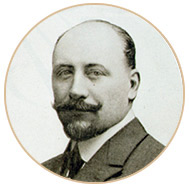
Marc Birkigt

Nel 1923 la Hispano-Suiza siglò un importante accordo con le Industrie Škoda per la fornitura di autotelai "Tipo H6B" che la neo-costituita Škoda Auto avrebbe provveduto a carrozzare e commercializzare con marchio Skoda Hispano-Suiza. Pur considerate più silenziose nella marcia, probabilmente per la maggiore esperienza dei tecnici Škoda nella lavorazione dei metalli, le versioni cecoslovacche non ebbero successo per l'insufficiente livello di finitura e la joint venture si concluse nel 1925.
Sempre durante il 1923, e più precisamente il 23 maggio, vi fu un evento assai importante nella storia della Hispano-Suiza: la società venne ricostituita con la nuova ragione sociale Société française Hispano-Suiza, che vide Marc Birkigt come socio di maggioranza. Ma soprattutto, le due realtà industriali francese e spagnola divennero due entità indipendenti l'una dall'altra, pur mantenendo legami di cooperazione fra di loro. Essendo arrivati a tale cambiamento attraverso un'azione legale che coinvolse da una parte lo stesso Birkigt e dall'altra il resto del direttivo Hispano-Suiza, di lì a poco l'avvocato di Birkigt, Pierre Forgeot, divenne presidente della nuova società.
Nel 1924 Birkigt lanciò sul mercato la 16, un modello con motore da 3,7 litri, quindi più economico che non i due modelli della serie H6 in quel momento in listino, ma anche come possibile erede dei modelli 15HP, 16HP e 20HP, basati sulla produzione pre-bellica e ormai decisamente superati. Questo modello però non conobbe il successo sperato: nel giro di pochissimo tempo venne ritirato dal catalogo dopo essere stato prodotto in cinque o sei esemplari appena in Francia, mentre in Spagna, dove venne ugualmente prodotto, ottenne maggiori consensi e rimase a listino fino al 1933.
A parte alcuni casi come il fiasco del modello 16, quella degli anni '20 del XX secolo fu in generale un'epoca florida, dati i consistenti margini derivanti dalle vendite dei modelli della serie H6, ma anche grazie agli introiti derivanti dai successi ottenuti in campo sportivo, successi che regalarono fama e gloria alla casa franco-spagnola. L'avvento della Grande depressione rimescolò le carte e pose la Hispano-Suiza di fronte a nuovi problemi e nuovi progetti.

#### Gli anni '30

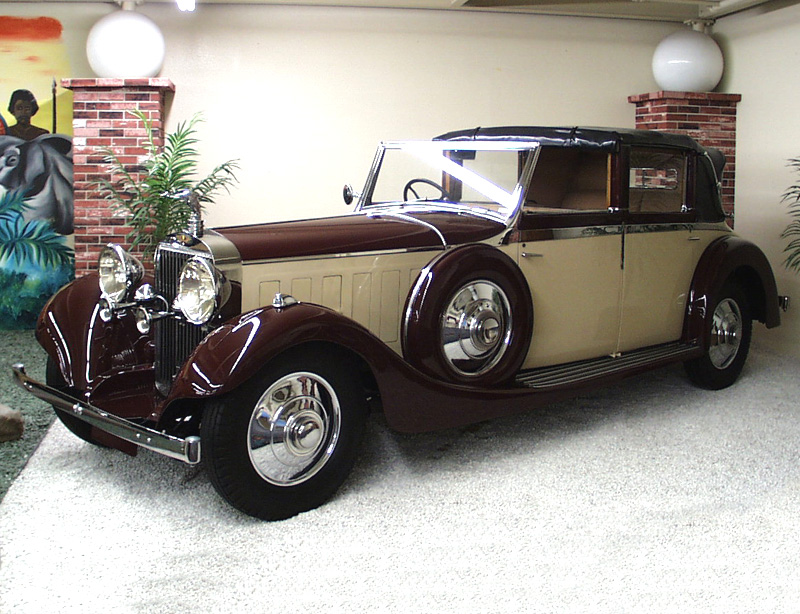
Una J12 in versione cabriolet

Nel 1930, la Hispano-Suiza rilevò la Ballot, una casa francese che in seguito alla depressione economica del 1929 si trovò in grande crisi. Dal rilevamento della Ballot, nacque una nuova vettura, la HS26, nota anche come Junior.
Nel frattempo la concorrenza nel segmento delle vetture di gran lusso (Mercedes-Benz, Rolls-Royce, Maybach, Bugatti, ecc.) cominciò a farsi troppo pressante, per cui la Hispano-Suiza introdusse nel 1932 una nuova vettura di elevato lusso, la J12, dotata di un enorme motore da 12 cilindri da 9,5 litri.
Nel 1934 fu lanciata l'erede della HS26, ossia la K6, praticamente l'ultimo modello di Hispano-Suiza: la produzione a Barcellona cessò nel 1936, subito dopo lo scoppio della guerra civile spagnola e la collettivizzazione della fabbrica. Sempre nel 1936, in Francia, il governo di Léon Blum decise di nazionalizzare tutte le aziende produttrici di armamenti o in grado di convertirsi agevolmente a tale ramo produttivo: i minacciosi venti di guerra che stavano spirando in tutta Europa costrinsero del resto diverse altre nazioni ad organizzarsi e premunirsi in tal senso. In quella seconda metà degli anni '30 del XX secolo, la Hispano-Suiza apparteneva per la maggior parte a Marc Birkigt e per una quota inferiore a Miguel Mateù, figlio di Damiàn. Essi detenevano la proprietà degli stabilimenti, dei macchinari e dei brevetti, ma il governo francese fondò una società statale finalizzata allo sfruttamento di tali risorse dietro pagamento di una quota intesa come una sorta di noleggio. Questa fu un'ulteriore possibilità di guadagno per Birkigt, che però dal canto suo aveva smesso di interessarsi alla produzione automobilistica per avvicinarsi invece alla produzione di armi. Dai suoi nuovi progetti scaturiranno i cannoni Type 404 che verranno venduti in circa 80.000 esemplari.
Quanto alla produzione Hispano-Suiza in campo automobilistico, essa cesserà nel 1938.

#### Tentativi di ritorno alla produzione automobiistica
Nel secondo dopoguerra e nei decenni successivi, vi saranno ancora alcuni tentativi di tornare alla produzione automobilistica. Nel 1949, Maurice Herteux, genero di Marc Birkigt da anni ormai all'interno dell'organigramma della Hispano-Suiza francese, progettò un prototipo a trazione anteriore con motore V8 di origine Ford. Ma il progetto verrà presto abbandonato e la produzione si sposterà verso il settore delle turbine a gas. Anche questo tentativo si rivelerà un fiasco. Quanto al ramo spagnolo della Hispano-Suiza, esso verrà nazionalizzato nel 1945 per divenire la ENASA. Dal quel momento fino ai primi anni '50, le autovetture del marchio spagnolo Pegaso (progettate da Wifredo Ricart) verranno prodotte nella vecchia fabbrica di Barcellona.

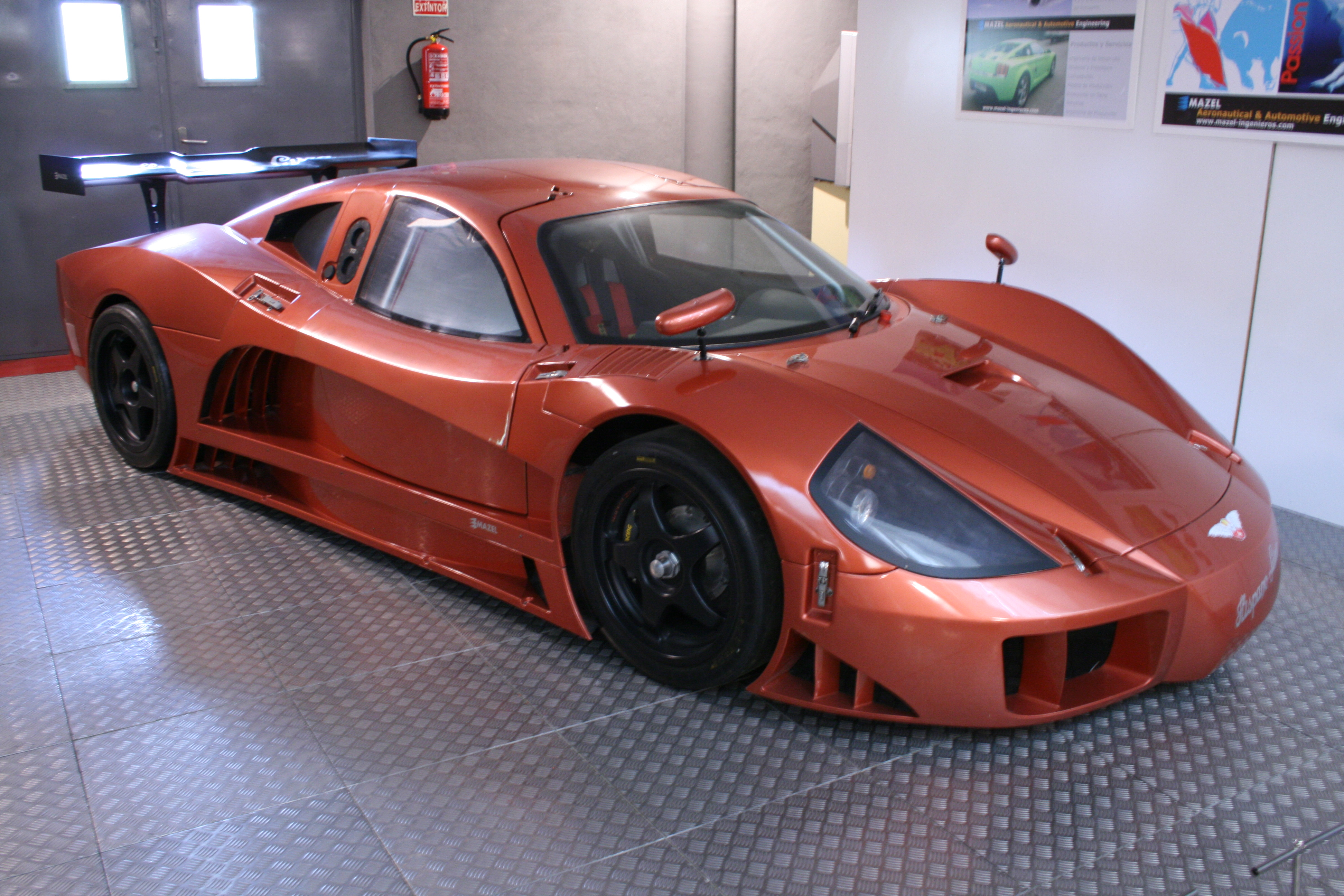
Il prototipo HS21 GTS del 2001

Nel 2000 fu presentato il prototipo chiamato "HS21" e l'anno successivo fu costruito il suo derivato chiamato "HS21 GTS", che fu presentato nel 2002 a Ginevra.
Nel 2008 il designer austriaco Erwin Leo Himmel fondò l'azienda "Hispano Suiza Automobile Manufaktur AG" con sede a Zugo in Svizzera e  dopo diversi anni progettò un modello chiamato "Maguari".
Nel 2010, il marchio Hispano-Suiza tornò a far capolino nella scena automobilistica mondiale, quando comparvero alcuni prototipi presentati al salone dell'automobile di Ginevra, senza però alcun esito produttivo: il modello si chiamava "V10 Supercharged".

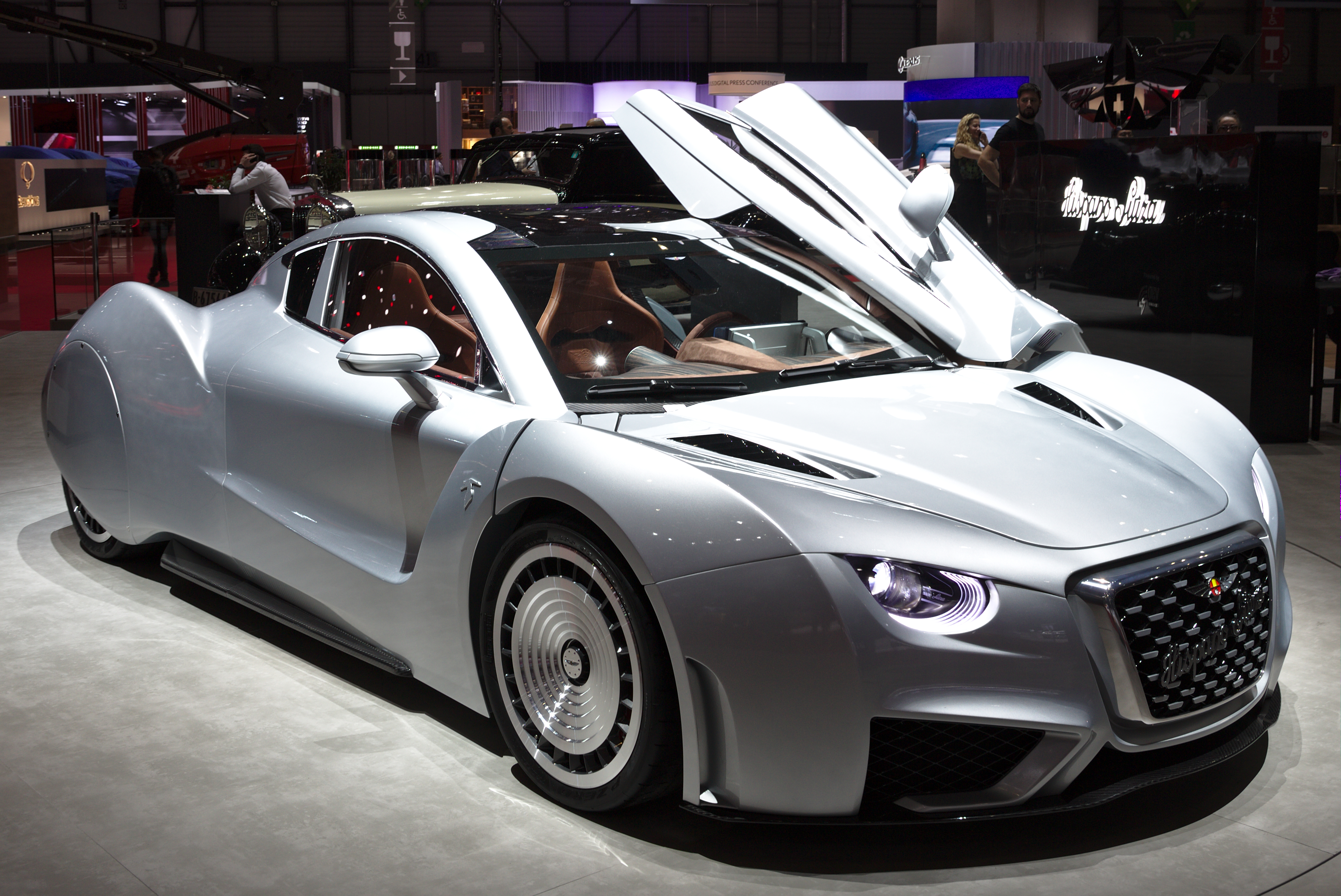
Il prototipo Carmen del 2019

Nel 2019 il marchio è diventato proprietà di Grup Peralada,  che è controllato dalla famiglia Suqué Mateu, discendenti di uno dei fondatori originali di Hispano-Suiza ossia Damián Mateu. Nello stesso anno viene presentato il prototipo Carmen, una hypercar elettrica da ben 1.020 CV di potenza massima. L'anno successivo venne invece svelata una sua evoluzione, la Carmen Boulogne, il cui nome volle celebrare le vittorie ottenute dalla casa franco-spagnola nei pressi della località francese affacciata sul canale della Manica. Tale vettura era equipaggiata con un motore da addirittura 1.114 CV di potenza massima. La produzione di questi due modelli viene pianificata in una decina di esemplari.

### Attività sportiva
La Hispano-Suiza cominciò a partecipare alle manifestazioni sportive nel 1909, quando per il 20 maggio venne organizzata la seconda edizione delle Coppa della Catalogna. Tre furono le vetture schierate dalla casa spagnola sulla linea di partenza, tutte equipaggiate con i primi motori monoblocco progettati e realizzati da Birkigt. I piloti furono Paolo Zuccarelli, Louis Pilleverdier e Roger Derny. Zuccarello e Derny riuscirono a tener testa per gran parte della gara ad avversarie quotate come le Lion-Peugeot, prima di ritirarsi entrambi a causa della rottura dei rispettivi alberi motore. Pilleverdier, vittima di un incidente in una fase precedente della gara, riuscì tuttavia a riparare la vettura e a fare un'onorevole gara, terminando al quarto posto. Un mese dopo, alla Coupe de l'Auto tenutasi sul circuito di Boulogne, le Hispano-Suiza ottennero risultati meno brillanti, classificandosi al 5º, 6º e 7º posto. Alla Coppa della Catalogna del 1910, Zuccarelli riuscì ad agguantare il terzo posto, anche se le eterne rivali Lion-Peugeot riuscirono ad aggiudicarsi la gara. La prima vittoria per la Hispano-Suiza arrivò il 18 settembre 1910 alla Coupe de l'Auto: qui, la Lion-Peugeot si ritrovò priva di uno dei suoi piloti di punta, Giosué Giuppone, rimasto ucciso due giorni prima in seguito ad un incidente occorsogli mentre effettuava un giro di ricognizione lungo il tracciato. La casa di Valentigney, tuttavia poteva contare ugualmente su altri due veri fuoriclasse come Jules Goux e Georges Boillot, i quali non riuscirono però a contrastare efficacemente l'aggressività delle vetture messe in campo dalla Hispano-Suiza. A vincere fu Zuccarelli, mentre il terzo posto andò ad un'altra Hispano-Suiza, quella di Chassagne. Sempre nel 1910 e sempre con Zuccarelli, la Hispano-Suiza ottenne un'altra prestigiosa vittoria alla Coupe de Ostende.
Il 1911 fu un anno di inattività in campo agonistico per la Hispano-Suiza, ma Birkigt nel frattempo stava lavorando al suo motore con compressore che avrebbe dovuto debuttare in gara nel 1912, ma il cui progetto di fatto venne abbandonato a causa dei continui problemi di affidabilità. L'attività riprese in ogni caso il 23 luglio 1912 al Gran Premio di Francia, che però venne vinto da Zuccarelli, stavolta su Peugeot. Intanto, prendendo come telaio di base quello di una 15HP ad asse a camme in testa, Marc Birkigt realizzò una vettura stretta e dalla carrozzeria affusolata e carenata che le valse il nome di "Sardina". Questa vettura riuscì a stabilire alcuni primati non ufficiali tra cui un giro a più di 150 km/h di media a Brooklands. Il 1914 fu un anno ricco di vittorie per la casa franco-spagnola, grazie ai trionfi ottenuti alla Coupe Franchomme, al Prix de l'Automobile-Club du Nord, alla Coupe de Caraman-Chimay e al Meeting de Boulogne-sur-Mer. La guerra interruppe per alcuni anni l'attività sportiva automobilistica.

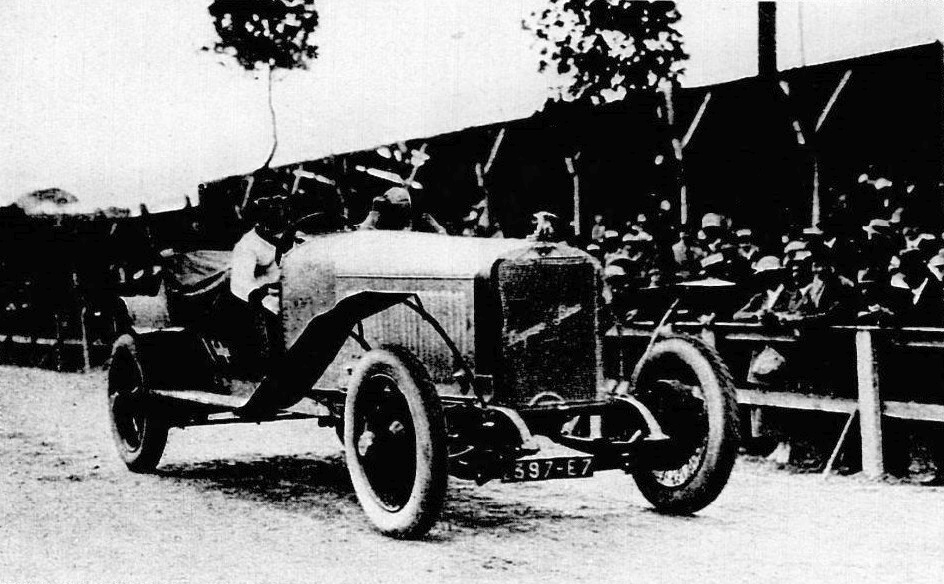
André Dubonnet alla prima edizione della Coupe Georges Boillot del 1921, che si aggiudicherà

Si riprese nel 1921 sfruttando le potenzialità del nuovo modello H6, lanciato poco più di un anno prima, e con il nuovo pilota Hispano-Suiza, André Dubonnet, che sul tratto Parigi-Nizza batté il record di velocità coprendo tale tratto (942 km) in 12 e 35 minuti alla media di 75 km/h con una vettura a pieno carico (quattro persone a bordo più i loro bagagli). Nello stesso anno, lo stesso Dubonnet trionfò alla Coupe Georges Boillot, dedicata al già citato pilota Peugeot, morto durante la guerra quando l'aereo che egli pilotava fu abbattuto. Sempre nel 1921, un altro pilota della casa franco-spagnola, Maurice Béquet, si aggiudicò le cronoscalate di Ernemont e di Wimille. Il 1922 fu un altro anno ricco di affermazioni, grazie alle vittorie al Gran Premio di Monza (Dubonnet), alla prima edizione della Pontedecimo-Giovi (Rabagliati), alla Coupe Georges Boillot (Bablot) e alla cronoscalata di Klausen (Nieth). Anche nel 1923 la Coupe Georges Boillot venne vinta dalla Hispano-Suiza, questa volta grazie alla vettura pilotata da Léonce Garnier. Nella stesso anno, alla cronoscalata Aosta-Gran San Bernardo, fu invece un certo Alfieri Maserati a trionfare, prima di dedicarsi alla costruzione delle auto da competizione che porteranno il suo cognome. Nella seconda metà del decennio, la Hispano-Suiza diverrà anche fornitrice di motori per altri telai. Emblematica la sua fornitura di motori per equipaggiare telai Itala: con queste vetture Emilio Materassi si aggiudicò diverse edizioni della Coppa delle Colline Pistoiesi, della Coppa della Perugina, della Coppa Montenero e del Gran Premio del Mugello.
Nel 1927, la Hispano-Suiza ottenne un altro significativo risultato sportivo: in una prova di durata contro una vettura della Stutz, una vettura sportiva messa a punto dalla casa franco-spagnola staccò l'avversaria di ben 1000 km in 24 ore, impresa più che sorprendente.

### Produzione autovetture
| Modello               | Anno                | Nº cilindri | Potenza (CV) | Cilindrata cm³ | Freni                                  | Cambio                               | Velocità max (km/h) | Fabbricazione    |
| --------------------- | ------------------- | ----------- | ------------ | -------------- | -------------------------------------- | ------------------------------------ | ------------------- | ---------------- |
| 10 CV                 | 1904                | 6           | 10           | ~              | ~                                      | ~                                    | ~                   | Spagna           |
| 14-16 CV              | 1904                | 6           | da 14 a 16   | ~              | ~                                      | ~                                    | ~                   | Spagna           |
| Blindata tipo Birkigt | 1905                | 4           | 20           | ~              | ~                                      | ~                                    | 87                  | Spagna           |
| 20-30 CV              | 1906                | ~           | da 20 a 24   | ~              | ~                                      | ~                                    | 100                 | Spagna           |
| 40 CV                 | 1906                | ~           | 40           | ~              | ~                                      | ~                                    | 100                 | Spagna           |
| 60-75 CV              | 1907                | 6           | da 60 a 75   | ~              | ~                                      | ~                                    | ~                   | Spagna           |
| 12-15 CV              | 1907                | ~           | da 12 a 15   | ~              | ~                                      | ~                                    | ~                   | Spagna           |
| 20-30 CV              | 1904-1907           | 4           | da 20 a 30   | ~              | ~                                      | ~                                    | ~                   | Spagna           |
| 24-30 CV              | 1908                | 4           | da 24 a 30   | ~              | ~                                      | ~                                    | ~                   | Spagna           |
| 30-40 CV              | 1908                | 4           | da 30 a 40   | ~              | ~                                      | ~                                    | ~                   | Spagna           |
| Alfonso XIII          | 1912                | 4           | 64           | 3620           | A tamburo sulle ruote posteriori       | Manuale a 3 velocità con retromarcia | 121                 | Spagna e Francia |
| 15-20 CV              | 1909                | 4           | da 15 a 20   | ~              | ~                                      | ~                                    | ~                   | Spagna           |
| 20-30 CV              | 1909                | 4           | da 20 a 30   | ~              | ~                                      | ~                                    | ~                   | Spagna           |
| T21                   | 1913-14             | ~           | da 15 a 30   | ~              | ~                                      | ~                                    | ~                   | Spagna           |
| T22                   | 1913-14             | ~           | da 18 a 60   | ~              | ~                                      | ~                                    | ~                   | Spagna           |
| T23                   | 1913-14             | ~           | da 30 a 90   | ~              | ~                                      | ~                                    | ~                   | Spagna           |
| T26                   | 1914-15             | ~           | 20           | ~              | ~                                      | ~                                    | ~                   | Spagna           |
| T30                   | 1915-24             | ~           | 16           | ~              | ~                                      | ~                                    | ~                   | Spagna           |
| 32 CV                 | 1916                | ~           | 32           | ~              | ~                                      | ~                                    | ~                   | Spagna           |
| H6B                   | 1919-1932           | 6           | 135          | 6600           | A tamburo sulle 4 ruote con servofreno | Manuale a 3 velocità con retromarcia | 137                 | Francia          |
| T48                   | 1925                | 4           | 90           | 3746           | ~                                      | ~                                    | ~                   | Spagna           |
| T49                   | 1924-1936 1939-1944 | ~           | ~            | ~              | ~                                      | ~                                    | ~                   | Spagna           |
| T64                   | 1931-1933           | ~           | ~            | ~              | ~                                      | ~                                    | ~                   | Spagna           |
| T60/T60 RL/T60 RLA    | 1929-1936 1939-1945 | ~           | ~            | ~              | ~                                      | ~                                    | ~                   | Spagna           |
| H6C                   | 1924-1933           | 6           | 160          | 8000           | A tamburo sulle 4 ruote con servofreno | Manuale a 3 velocità con retromarcia | 177                 | Francia          |
| 56                    | 1928                | 6           | 46           | ~              | ~                                      | ~                                    | ~                   | Francia          |
| J12                   | 1932-1935           | 12          | 220          | 9500           | ~                                      | ~                                    | 185                 | Francia          |
| K6                    | 1934-1938           | 6           | 120          | 5200           | A tamburo sulle 4 ruote con servofreno | Manuale a 3 velocità con retromarcia | 140                 | Francia          |

### Produzione in campo bellico
L'Hispano-Suiza, analogamente a molte altre aziende meccaniche dei paesi coinvolti nella prima guerra mondiale, cominciò la propria produzione in campo bellico nel 1914 con un motore aeronautico da destinare all'aviazione militare, l'Hispano-Suiza 8, un 8 cilindri a V di 90°, sviluppato in cinque versioni durante gli anni del conflitto. Nel periodo tra le due guerre iniziò la produzione di armamenti da destinare all'aeronautica, la più importante delle quali era l'HS.404, un cannoncino automatico da 20 mm adottata dai numerosi velivoli alleati durante la seconda guerra mondiale.
Vennero inoltre prodotti il motore 14 cilindri radiale Hispano-Suiza 14A, il 12 cilindri a W Hispano-Suiza 12G e una serie di V12 dei quali il più significativo fu l'Hispano-Suiza 12Y che nella sua versione più potente arrivava ad esprimere 1100 CV.
Attualmente la Hispano-Suiza è attiva nel settore aeronautico. Appartiene al Gruppo SAFRAN ed è specializzata in apparati meccanici per applicazioni nell'aeronautica civile e militare. Entrambi i suoi siti produttivi sono in Francia.